# Danilo Petrović-Njegoš
Danilo Petrović-Njegoš, född cirka 1670, död 1735, var den förste regenten av dynastin Petrović-Njegoš i Montenegro 1697-1735. Denna dynasti härskade sedan fram till 1918 då landet efter första världskriget förlorade sin självständighet. 